# Gethyllis oliverorum
Gethyllis oliverorum är en amaryllisväxtart som beskrevs av D.Müll.-doblies. Gethyllis oliverorum ingår i släktet Gethyllis och familjen amaryllisväxter. Inga underarter finns listade i Catalogue of Life.